# Stephanie Amato
Stephanie Amato (1997, Italia) es una actriz pornográfica italiana retirada que laboró para la productora Hot Guys Fuck.

## Carrera
Amato nació en 1997, en Italia. Debutó como actriz pornográfica contratada por la productora Hot Guys Fuck, en 2016, a la edad de 19 años. Su primera escena fue estrenada en julio de 2016 y se tituló Country Boy Travis Woods Fucks Blonde Stephanie Amato, y como su nombre lo indica, participó con el actor Travis Woods. Ese mismo año filmó en julio Brett Lucci Fucks Blonde Teen Stephanie Amato, una escena heterosexual con el actor gay Brett Lucci, y Ripped Country Stud Zach Douglas Intensely Fucks Stephanie Amato con Zach Douglas en agosto. En 2017 participó en dos escenas más para la compañía pero ese mismo se retiró. Sin embargo, en marzo de 2020, Amato regresó a trabajar para Hot Guys Fuck en la escena Teen Spinner Stephanie Amato Gets Superstar Collin Simpson's Big Dick for Her First Scene con el actor Collin Simpson.